# Luigi Merola
Luigi Merola (Villaricca, 14 dicembre 1972) è un presbitero e scrittore italiano, assistente sociale specialista, insegnante di religione, noto per il suo impegno civico e in particolar modo per la sua opposizione alla camorra.

## Biografia
Secondo di quattro figli, entrò in Seminario Minore Paolo VI nel 1986 per poi trasferirsi al Seminario Maggiore Ascalesi di Napoli, diventando prete ad appena ventiquattro anni con la dispensa. Fu ordinato sacerdote il 22 giugno del 1997 nella Chiesa Cattedrale di Napoli.
Laureatosi nel 1996 e conseguita nel 1999 la specializzazione in teologia spirituale presso la facoltà teologica dell'Italia meridionale San Luigi, venne assegnato, come prima destinazione, nella parrocchia di San Ludovico d'Angiò di Marano di Napoli, in qualità di viceparroco, dove restò fino al 30 settembre 2000. Qui collaborò con Azione Cattolica per la realizzazione un gruppo formato da giovani, organizzò l'assistenza serale dei senzatetto della Stazione Centrale di Napoli e si dedicò all'educazione dei bambini più disagiati, organizzando attività in oratorio e promuovendo la lotta contro l'usura.
Dal 1º ottobre del 2000 viene assegnato prima come viceparroco e poi, dal 1º aprile 2004, come parroco in solidum, presso la parrocchia di San Giorgio Maggiore, nel quartiere napoletano di Forcella, dove restò per sette anni, fino al 24 giugno del 2007. La sua attività si rivolse ai bambini che trovavano nella parrocchia un unico punto di aggregazione e di alternativa alla strada. Si adoperò per il riscatto civile e sociale del quartiere creando corsi di informatizzazione, musica, ballo, canto e laboratori di teatro. Nel frattempo nel 2007 si laureò in scienze sociali presso l'Università degli Studi G. Marconi di Roma.
Il periodo di permanenza a Forcella venne segnato dal tragico evento, avvenuto il 27 marzo del 2004, dell'uccisione di una ragazza di quattordici anni, Annalisa Durante, trovatasi per caso a passare nel luogo dove era in atto un agguato camorristico. Durante l'omelia del funerale, Don Luigi condannò i fatti e l'organizzazione criminale. Pur fatto oggetto di minacce, proseguì la sua opera di sensibilizzazione contro la criminalità organizzata; venne aperta una scuola intitolata a Durante, in suo ricordo e nel 2003 fece smantellare le telecamere piazzate nel quartiere dai camorristi per controllare il territorio e consegnò al questore una videocassetta che documentava lo spaccio di droga della zona.
Nel 2004, a seguito di intercettazione che facevano temere per la sua incolumità, gli venne assegnata una scorta; successivamente Don Luigi pubblicò il libro Forcella tra inclusione ed esclusione sociale, opera in cui racconta la propria situazione.
Nel 2007 si trasferisce a Roma per lavorare al Ministero dell'Istruzione, che lo nomina dirigente dell'Ufficio III presso la Direzione per lo Studente, con l'incarico di promuovere la legalità in tutte le scuole di ogni ordine e grado, incarico terminato nel settembre 2008. L'anno successivo gli venne assegnato un incarico di studio per la promozione della legalità nelle scuole e il contrasto alla dispersione scolastica.
Il 14 dicembre 2007 a Napoli, nel quartiere Arenaccia, fondò 'A ''Voce d' 'e Creature'', una fondazione per il recupero minorile dei ragazzi che si sono allontanati dalla scuola.
Nel 2007 fu insignito del premio nazionale Donato Carbone, giovane vittima della Sacra Corona Unita pugliese, dall'associazione S.I.N.G. - Oratorio volante Don Bosco - onlus, ad Oria (Brindisi). Nel mese di marzo 2009 venne insignito del Premio Roberto I Sanseverino, organizzato da “La Magnifica Gente dò Sud” e dalla città di Mercato San Severino.
L'11 ottobre 2009, in occasione del VI anniversario della festa Pompei è Città, gli è stata conferita dal Sindaco D'Alessio la cittadinanza onoraria di Pompei. Nel 2009 ha ricevuto il premio Paolo Borsellino nella città di Pescara.
Nel 2010 interpretò sé stesso nel film di Antonio Capuano, L'amore buio, in una scena in cui tiene un discorso al carcere minorile di Nisida, salutato dagli applausi dei ragazzi-detenuti. Venne nominato consulente a titolo gratuito della Commissione Parlamentare Antimafia della XV, XVI e XVIII legislatura. Per questo venne definito parroco anticamorra e in quel periodo don Luigi visitò più di 2000 scuole in tutt'Italia. Dal 1º settembre 2010 al 31 marzo 2013 fu parroco della chiesa di San Carlo Borromeo alle Brecce, in via Galileo Ferraris a Napoli. Dal 2010 è cappellano alla Stazione Centrale di Napoli.
Nel 2011 pubblicò il libro Il cancro sociale: la camorra, edito da Guida mentre nel 2012 scrisse assieme a Marcello D'Orta il libro A voce 'e creature, edito da Mondadori. Nel 2013 pubblicò I bambini di Napoli edito da Graf. e curò la raccolta Storie di ragazzi tra legalità e camorra. Narrativa, testimonianze e teatro (Guida). Nel 2014 si occupò della presentazione del libro Soldati di Pace del giornalista Vincenzo Rubano, presentato alla Camera dei Deputati dal Sottosegretario alla Presidenza del Consiglio dei Ministri Luca Lotti il 25 giugno 2014. Nel 2016 venne pubblicato da Guida Editori il libro denuncia La Camorra bianca, riflessioni ad alta voce di un prete scomodo. Nel 2018 scrisse Oltre ogni speranza, edito da Guida Editori.
Il 25 novembre 2011 venne insignito del Premio Internazionale Bonifacio VIII; il 15 dicembre del 2011 ricevette a Palermo il Premio Internazionale don Pino Puglisi mentre il 17 dicembre 2011 venne insignito del Premio Internazionale della Bontà nel Santuario di Loreto; il 15 dicembre 2019 ricevette il premio "Colombo" per aver sostenuto ed aiutato i minori del Comune di Pompei. Il 2 giugno del 2012, giorno della festa della Repubblica, a Roma, durante una cerimonia tenutasi al Palazzo del Quirinale, venne insignito dal Presidente della repubblica, Giorgio Napolitano del titolo di Cavaliere della Repubblica per i suoi meriti in campo sociale e il 2 giugno 2022 il Presidente della Repubblica Sergio Mattarella lo ha nominato Commendatore della Repubblica Italiana per gli alti meriti in campo sociale. 
Dal 2005 al 2010 è stato opinionista dell'edizione napoletana del quotidiano La Repubblica ed è iscritto all'Ordine dei giornalisti come pubblicista dal 2008. È iscritto all'ordine degli assistenti sociali specialisti Albo A n.2780, regione Campania.

## Opere
- Forcella tra inclusione ed esclusione sociale, Napoli, Guida, 2007.
- Il cancro sociale: la camorra, Napoli, Guida, 2011.
- 'A voce d'e creature, Milano, Mondadori, 2012 (con Marcello D'Orta).
- I Bambini di Napoli, Graf Edizioni, 2013.
- Storie di ragazzi tra legalità e camorra. Narrativa, testimonianze e teatro, Guida, 2013.
- La Camorra bianca, riflessioni ad alta voce di un prete scomodo, Guida, 2016.
- Oltre ogni speranza, Guida, 2018.
- Oltre la devianza: percorsi di rinascita. Il metodo della fondazione A voce de creature. Guida editori. 2025

## Filmografia
- "Terra mia - non è un Paese per santi", regia di Ambrogio Crespi (2019) docufilm